# Cole Schneider
Cole Schneider, född 26 augusti 1990 i Williamsville, är en amerikansk professionell ishockeyforward som är kontrakterad till NHL-organisationen Nashville Predators och spelar för deras farmarlag Milwaukee Admirals i AHL. 
Han har tidigare spelat på NHL-nivå för Buffalo Sabres och på lägre nivåer för Hartford Wolf Pack, Rochester Americans och Binghamton Senators i AHL, Connecticut Huskies (University of Connecticut) i NCAA och Mahoning Valley Phantoms och Topeka Roadrunners i NAHL.

## Spelarkarriär

### NHL

#### Ottawa Senators
Schneider blev aldrig draftad av någon NHL-organisation men skrev som free agent på ett tvåårigt entry level-kontrakt med Ottawa Senators den 14 mars 2012 och förlängde kontraktet med ett år den 2 juli 2014 och igen med ett år den 2 juli 2015.
Schneider spelade aldrig för Senators i NHL och spenderade hela sin tid med organisationen i deras farmarlag Binghamton Senators i AHL.

#### Buffalo Sabres
Den 28 februari 2016 blev han tradad tillsammans med Alex Guptill, Eric O’Dell och Michael Sdao till Buffalo Sabres i utbyte mot Jason Akeson, Phil Varone och Jerome Leduc.
Han tillhörde Sabres organisation i ett och ett halvt år och gjorde sex matcher med Sabres och en poäng. Resten av tiden spelade han i farmarlaget Rochester Americans.

#### New York Rangers
Den 1 juli 2017 skrev han som free agent på ett tvåårskontrakt med New York Rangers värt 1,3 miljoner dollar.
Schneider spelade aldrig för Rangers i NHL och spelade sina matcher med farmarlaget Hartford Wolf Pack i AHL.

#### Nashville Predators
Han tradades den 14 januari 2019 till Nashville Predators i utbyte mot Connor Brickley.

## Statistik
| 2008–2009   | Mahoning Valley Phantoms | NAHL        | 42  | 17  | 16  | 33  | 12  | 14 | 3  | 7  | 10 | 2  |
| 2009–2010   | Topeka Roadrunners       | NAHL        | 29  | 25  | 14  | 39  | 18  | 9  | 7  | 4  | 11 | 20 |
| 2010–2011   | Connecticut Huskies      | NCAA        | 37  | 14  | 19  | 33  | 30  | —  | —  | —  | —  | —  |
| 2011–2012   | Connecticut Huskies      | NCAA        | 38  | 23  | 22  | 45  | 35  | —  | —  | —  | —  | —  |
|             | Binghamton Senators      | AHL         | 11  | 0   | 2   | 2   | 0   | —  | —  | —  | —  | —  |
| 2012–2013   | Binghamton Senators      | AHL         | 60  | 17  | 18  | 35  | 37  | —  | —  | —  | —  | —  |
| 2013–2014   | Binghamton Senators      | AHL         | 69  | 20  | 34  | 54  | 22  | 4  | 0  | 2  | 2  | 0  |
| 2014–2015   | Binghamton Senators      | AHL         | 69  | 29  | 29  | 58  | 14  | —  | —  | —  | —  | —  |
| 2015–2016   | Buffalo Sabres           | NHL         | 2   | 0   | 0   | 0   | 0   | —  | —  | —  | —  | —  |
|             | Binghamton Senators      | AHL         | 54  | 17  | 25  | 42  | 32  | —  | —  | —  | —  | —  |
|             | Rochester Americans      | AHL         | 19  | 4   | 10  | 14  | 21  | —  | —  | —  | —  | —  |
| 2016–2017   | Buffalo Sabres           | NHL         | 4   | 0   | 1   | 1   | 0   | —  | —  | —  | —  | —  |
|             | Rochester Americans      | AHL         | 71  | 24  | 39  | 63  | 45  | —  | —  | —  | —  | —  |
|             | Hartford Wolf Pack       | AHL         | 76  | 16  | 34  | 50  | 33  | —  | —  | —  | —  | —  |
|             | Hartford Wolf Pack       | AHL         | 36  | 13  | 12  | 25  | 33  | —  | —  | —  | —  | —  |
|             | Milwaukee Admirals       | AHL         | 1   | 0   | 0   | 0   | 0   | —  | —  | —  | —  | —  |
| NHL totalt  | NHL totalt               | NHL totalt  | 6   | 0   | 1   | 1   | 0   | —  | —  | —  | —  | —  |
| AHL totalt  | AHL totalt               | AHL totalt  | 466 | 140 | 203 | 343 | 237 | 7  | 0  | 2  | 2  | 0  |
| NCAA totalt | NCAA totalt              | NCAA totalt | 75  | 37  | 41  | 78  | 65  | —  | —  | —  | —  | —  |
| NAHL totalt | NAHL totalt              | NAHL totalt | 71  | 42  | 30  | 72  | 30  | 23 | 10 | 11 | 21 | 22 |